# Мастерс Канада

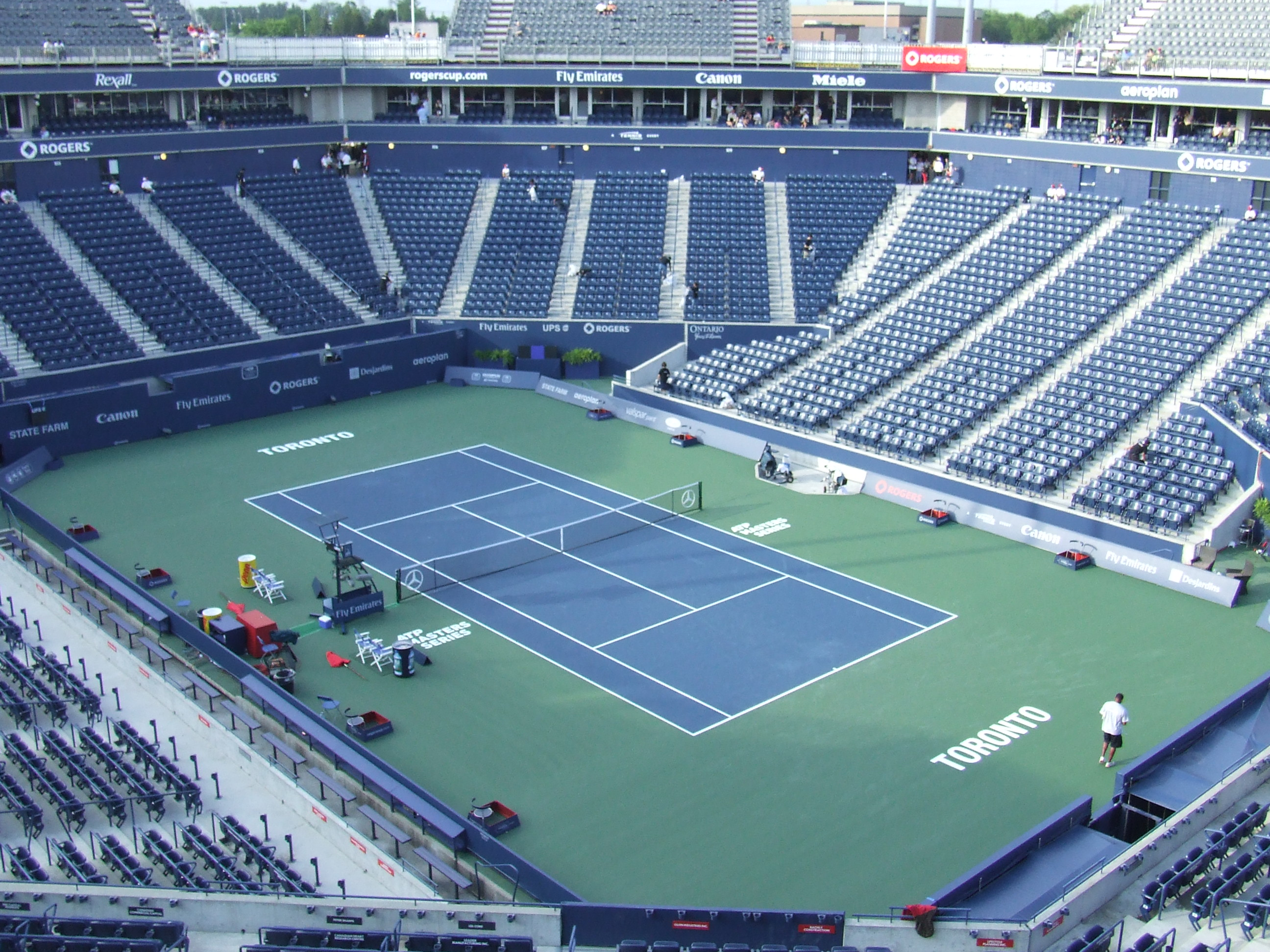
Aviva Center - місце проведення турніру в Торонто.

Кубок Роджерс (також відомий як Кубок Роджерс представлений Національним банком (Rogers Cup presented by National Bank) через назву спонсора) — щорічний тенісний турнір, що проводиться в Канаді. Другий найстаріший турнір у всьому тенісі (після Вімблдону). Чоловічий турнір належить до категорії ATP Мастерс 1000. Жіночий турнір належить до WTA прем'єрних турнірів з Прем'єр 5. Змагання проводиться на кортах з твердим покриттям.
Турнір проводиться по черзі між містами Монреаль і Торонто: в непарні роки жінки грають в Торонто, а чоловіки — в Монреалі, в парні — навпаки: чоловіки в Торонто, а жінки в Монреалі. З 2011 року чоловічий та жіночий турнір проходить одночасно у серпні, до 2011 року чоловіча та жіноча частина були рознесені в часі (липень, серпень). 

## Історичні назви
| Роки      | Чоловічий турнір                                                                                                  | Жіночий турнір               |
| --------- | --- | ---------------------------- |
| 1881–1967 | Чемпіонат Канади                                                                                                  | Чемпіонат Канади             |
| 1968–1996 | Відкритий чемпіонат Канади у 1970-х, Відкритий чемпіонат Канади Rothmans, у 1980-х, Міжнародний чемпіонат гравців | Відкритий чемпіонат Канади   |
| 1997–2000 | Відкритий чемпіонат дю Мор'є                                                                                      | Відкритий чемпіонат дю Мор'є |
| 2001–2004 | Мастерс Канада | Кубок Роджерс AT&T           |
| З 2005-го | Кубок Роджерс | Кубок Роджерс                |

## Фінали

### Чоловіки. Одиночний розряд

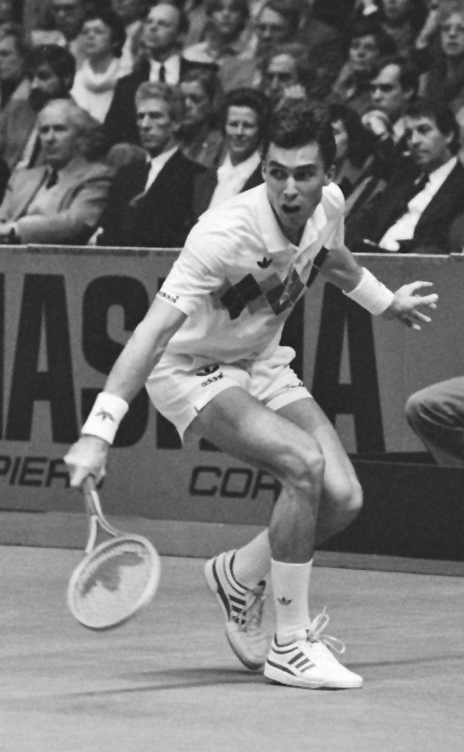
Іван Лендл здобув аж шість одиночних титулів.

| Рік  | Чемпіон                                            | Фіналіст                                           | Рахунок                                            |
| ---- | -------------------------------------------------- | -------------------------------------------------- | -------------------------------------------------- |
| 1881 | І. Ф. Гельмут                                      | В. Г. Янг                                          | 6–2, 6–2                                           |
| 1882 | Гаррі Д. Гембл                                     | І. Ф. Гельмут                                      | 6–2, 6–3, 6–2                                      |
| 1883 | Чарлз Г. Фарнум                                    | Чарлз Сміт Гаймен                                  | 6–3, 6–3, 0–6, 6–0                                 |
| 1884 | Чарлз Сміт Гаймен                                  | Александр К. Гальт                                 | 8–6, 6–8, 4–6, 6–4, 6–2                            |
| 1885 | Джозеф C. Кларк                                    | І. Ф. Гельмут                                      | 6–3, 3–6, 6–1, 6–2                                 |
| 1886 | Чарлз Сміт Гаймен (2)                              | І. Ф. Гельмут                                      | 6–4, 6–4, 1–6, 4–6, 6–4                            |
| 1887 | Чарлз Сміт Гаймен (3)                              | Лоренс Г. Болдвін                                  | 6–0, 6–3, 6–3                                      |
| 1888 | Чарлз Сміт Гаймен (4)                              | Р. С. Вуд                                          | 7–5, 8–6, 6–4                                      |
| 1889 | Чарлз Сміт Гаймен (5)                              | Ендрю Е. Пламмер                                   | 6–4, 7–5, 6–4                                      |
| 1890 | Едвард Е. Теннер                                   | Олівер Р. Маклем                                   | 6–4, 6–3, 6–2                                      |
| 1891 | Фред С. Менсфілд                                   | Едвард Е. Теннер                                   | 6–1, 6–1, 6–1                                      |
| 1892 | Фред Гові                                          | Генрі Г. Біксбі                                    | 6–2, 6–0, 1–6, 6–1                                 |
| 1893 | Гаррі Е. Ейвері                                    | Генрі Гордон Маккензі                              | 4–6, 4–6, 6–3, 6–1, 6–3                            |
| 1894 | Роберт В. Пардо Метьюс                             | Гаррі Е. Ейвері                                    | 3–6, 6–0, 2–6, 6–4, 6–2                            |
| 1895 | Вільям Ларнд                                       | Артур Е. Фут                                       | 6–1, 6–4, 6–2                                      |
| 1896 | Роберт Ренн                                        | Едвін П. Фішер                                     | 6–1, 6–3, 7–5                                      |
| 1897 | Лео Вар                                            | Едвін П. Фішер                                     | 8–6, 6–1, 6–3t                                     |
| 1898 | Лео Вар (2)                                        | Малкольм Вітман                                    | 6–8, 6–2, 6–4, 6–2                                 |
| 1899 | Малкольм Вітман                                    | Лео Вар                                            | 6–2, 6–3, 6–4                                      |
| 1900 | Малкольм Вітман (2)                                | Вільям Ларнд                                       | 7–5, 3–6, 6–3, 1–6, 7–5                            |
| 1901 | Вільям Ларнед (2)                                  | Білс Райт                                          | 6–4, 6–4, 6–2                                      |
| 1902 | Білс Райт                                          | Ірвінг Райт                                        | 6–3, 6–3, 3–6, 6–1                                 |
| 1903 | Білс Райт (2)                                      | Едгар Леонард                                      | 8–6, 6–3, 6–4                                      |
| 1904 | Білс Райт (3)                                      | Луї Гаррі Вайднер                                  | 6–1, 6–2, 6–3                                      |
| 1905 | не проводився                                      | не проводився                                      | не проводився                                      |
| 1906 | Ірвінг Райт                                        | Едвін П. Фішер                                     | 6–1, 6–3, 6–1                                      |
| 1907 | Джемс Ф. Фоукс                                     | Ральф Бернс                                        | 6–3, 6–8, 6–3, 6–4                                 |
| 1908 | Томас І. Шервелл                                   | Джемс Ф. Фоукс                                     | 6–4, 6–1, 6–2                                      |
| 1909 | Джемс Ф. Фоукс (2)                                 |                                                    |                                                    |
| 1910 | Джемс Ф. Фоукс (3)                                 | Роберт Берд                                        | 2–6, 6–1, 6–2, 4-6, 6–2                            |
| 1911 | Берні Швенгерс                                     |                                                    |                                                    |
| 1912 | Берні Швенгерс (2)                                 | Джозеф Тайлер                                      | 6–2, 3–6, 6–3, 7-5                                 |
| 1913 | Роберт Берд                                        | Ральф Бернс                                        | 6–2, 6–0, 4–6, 6–1                                 |
| 1914 | Томас І. Шервелл (2)                               | Роберт Берд                                        | 4–6, 6–3, 8–6, 6–3                                 |
| 1915 | Не проводився через Першу світову війну            | Не проводився через Першу світову війну            | Не проводився через Першу світову війну            |
| 1916 | Не проводився через Першу світову війну            | Не проводився через Першу світову війну            | Не проводився через Першу світову війну            |
| 1917 | Не проводився через Першу світову війну            | Не проводився через Першу світову війну            | Не проводився через Першу світову війну            |
| 1918 | Не проводився через Першу світову війну            | Не проводився через Першу світову війну            | Не проводився через Першу світову війну            |
| 1919 | Кашіо Сейхіро                                      | Волтер Вестбрук                                    | 3–6, 6–3, 6–1, 11–9                                |
| 1920 | Paul D. Bennett                                    | William Leroy Rennie                               | 6–3, 7–5, 6–4                                      |
| 1921 | Wallace J. Bates                                   | Edmund Levy                                        | 4–6, 6–4, 6–2, 6–3                                 |
| 1922 | Frank Anderson                                     | Роберт Берд                                        | 6–3, 6–4, 6–3                                      |
| 1923 | William Leroy Rennie                               | W.H. Richards                                      | 6–2, 6–3, 6–3                                      |
| 1924 | Джордж Лот                                         | Cyril Andrewes                                     | 6–3, 7–5, 6–1                                      |
| 1925 | Willard F. Crocker                                 | Wallace Scott                                      | 4–6, 9–7, 18–16, 6–2                               |
| 1926 | Leon De Turenne                                    | Wallace Scott                                      | 6–4, 6–3, 6–0                                      |
| 1927 | Джек Райт                                          | Leon De Turenne                                    | 7–5, 8–6, 6–3                                      |
| 1928 | Вілмер Еллісон                                     | Джон Ван Рин                                       | 6–2, 6–4, 6–3                                      |
| 1929 | Джек Райт (2)                                      | Френк Шилдс                                        | 6–4, 6–4, 1–6, 7–5                                 |
| 1930 | Джордж Літтлтон-Роджерс                            | Gilbert Nunns                                      | 6–4, 8–6, 6–8, 9–7                                 |
| 1931 | Джек Райт (3)                                      | Gilbert Nunns                                      | 6–3, 6–4, 6–2                                      |
| 1932 | Френк Паркер                                       | Джордж Лот                                         | 2–6, 6–1, 7–5, 6–2                                 |
| 1933 | John Murio                                         | Walter Martin                                      | 6–3, 4–6, 4–6, 6–2, 6–2                            |
| 1934 | Marcel Rainville                                   | Harold Surface                                     | 6–4, 7–5, 6–0                                      |
| 1935 | Юджин Сміт                                         | Richard Bennett                                    | 8–6, 6–2, 7–5                                      |
| 1936 | Jack Tidball                                       | John Murio                                         | 8–6, 6–2, 6–2                                      |
| 1937 | Walter Senior                                      | Robert Murray                                      | 2–6, 6–2, 6–3, 3–6, 6–2                            |
| 1938 | Френк Паркер                                       | Вілмер Еллісон                                     | 6–2, 6–2, 9–7                                      |
| 1939 | P. Morley Lewis                                    | Robert Madden                                      | 6–2, 6–2, 6–3                                      |
| 1940 | Доналд Макдаярмід                                  | Lewis Duff                                         | 6–1, 7–5, 6–2                                      |
| 1941 | не проводився через Другу світову війну            | не проводився через Другу світову війну            | не проводився через Другу світову війну            |
| 1942 | не проводився через Другу світову війну            | не проводився через Другу світову війну            | не проводився через Другу світову війну            |
| 1943 | не проводився через Другу світову війну            | не проводився через Другу світову війну            | не проводився через Другу світову війну            |
| 1944 | не проводився через Другу світову війну            | не проводився через Другу світову війну            | не проводився через Другу світову війну            |
| 1945 | не проводився через Другу світову війну            | не проводився через Другу світову війну            | не проводився через Другу світову війну            |
| 1946 | P. Morley Lewis (2)                                | Доналд Макдаярмід                                  | 2–6, 8–6, 6–4, 6–4                                 |
| 1947 | Джиммі Еверт                                       | Emery Neale                                        | 2–6, 6–3, 5–7, 6–1, 6–2                            |
| 1948 | William Tully                                      | Анрі Рочон                                         | 6–4, 7–5, 6–0                                      |
| 1949 | Анрі Рочон                                         | Лорн Мейн                                          | 6–3, 6–4, 4–6, 6–2                                 |
| 1950 | Brendan Macken                                     | Анрі Рочон                                         | 6–0, 6–0, 6–3                                      |
| 1951 | Tony Vincent                                       | Сеймур Ґрінберґ                                    | 7–9, 7–5, 7–5, 6–2                                 |
| 1952 | Richard Savitt                                     | Курт Нільсен                                       | 6–1, 6–0, 6–1                                      |
| 1953 | Мервін Роуз                                        | Рекс Гартвіг                                       | 6–3, 6–4, 6–2                                      |
| 1954 | Бернард Барцен                                     | Камо Косей                                         | 6–4, 6–0, 6–3                                      |
| 1955 | Робер Бедар                                        | Анрі Рочон                                         | 8–6, 6–2, 6–1                                      |
| 1956 | Ноел Браун                                         | Donald Fontana                                     | 6–0, 2–6, 6–3, 6–3                                 |
| 1957 | Робер Бедар (2)                                    | Раманатхан Крішнан                                 | 6–1, 1–6, 6–2, 6–4                                 |
| 1958 | Робер Бедар (3)                                    | Вітні Рід                                          | 6–0, 6–3, 6–3                                      |
| 1959 | Рейнальдо Гаррідо                                  | Orlando H. Garrido                                 | 6–4, 1–6, 6–4, 6–1                                 |
| 1960 | Ладіслав Легенштайн                                | Воррен Вудкок                                      | 6–2, 6–2, 7–5                                      |
| 1961 | Вітні Рід                                          | Майк Сенгстер                                      | 3–6, 6–0, 6–4, 6–2                                 |
| 1962 | Хуан Мануель ?                                     | Sean Frost                                         | 6–3, 6–4, 6–3                                      |
| 1963 | Вітні Рід (2)                                      | Kyle Carpenter                                     | 6–2, 6–4, 6–4                                      |
| 1964 | Род Емерсон                                        | Фред Столл                                         | 2–6, 4–6, 6–4, 6–3, 6–4                            |
| 1965 | Роналд Голмберґ                                    | Lester Sack                                        | 4–6, 4–6, 6–4, 6–2, 6–2                            |
| 1966 | Аллен Фокс                                         | Аллан Стоун                                        | 6–4, 6–4, 6–3                                      |
| 1967 | Мануель Сантана                                    | Род Емерсон                                        | 6–1, 10–8, 6–4                                     |
| 1968 | Раманатхан Крішнан                                 | Торбен Ульріх                                      | 6–3, 6–0, 7–5                                      |
| 1969 | Кліфф Річі                                         | Батч Бухголц                                       | 6–4, 5–7, 6–4, 6–0                                 |
| 1970 | Род Лейвер                                         | Роджер Тейлор                                      | 6–0, 4–6, 6–3                                      |
| 1971 | Джон Ньюкомб                                       | Том Оккер                                          | 7–6, 3–6, 6–2, 7–6                                 |
| 1972 | Іліє Настасе                                       | Ендрю Паттісон                                     | 6–4, 6–3                                           |
| 1973 | Том Оккер                                          | Мануель Орантес                                    | 6–3, 6–2, 6–1                                      |
| 1974 | Гільєрмо Вілас                                     | Мануель Орантес                                    | 6–4, 6–2, 6–3                                      |
| 1975 | Мануель Орантес                                    | Іліє Настасе                                       | 7–6(7–4), 6–0, 6–1                                 |
| 1976 | Гільєрмо Вілас (2)                                 | Войцех Фібак                                       | 6–4, 7–6, 6–2                                      |
| 1977 | Джефф Боров'як                                     | Хайме Фійоль                                       | 6–0, 6–1                                           |
| 1978 | Едді Діббс                                         | Хосе Луїс Клерк                                    | 5–7, 6–4, 6–1                                      |
| 1979 | Бйорн Борг                                         | Джон Макінрой                                      | 6–3, 6–3                                           |
| 1980 | Іван Лендл                                         | Бйорн Борг                                         | 4–6, 5–4, припинив гру                             |
| 1981 | Іван Лендл (2)                                     | Еліот Телтчер                                      | 6–3, 6–2                                           |
| 1982 | Вітас Ґерулайтіс                                   | Іван Лендл                                         | 4–6, 6–1, 6–3                                      |
| 1983 | Іван Лендл (3)                                     | Андерс Яррід                                       | 6–2, 6–2                                           |
| 1984 | Джон Макінрой                                      | Вітас Ґерулайтіс                                   | 6–0, 6–3                                           |
| 1985 | Джон Макінрой (2)                                  | Іван Лендл                                         | 7–5, 6–3                                           |
| 1986 | Борис Бекер                                        | Стефан Едберг                                      | 6–4, 3–6, 6–3                                      |
| 1987 | Іван Лендл (4)                                     | Стефан Едберг                                      | 6–4, 7–6                                           |
| 1988 | Іван Лендл (5)                                     | Кевін Каррен                                       | 7–6, 6–2                                           |
| 1989 | Іван Лендл (6)                                     | Джон Макінрой                                      | 6–1, 6–3                                           |
| 1990 | Майкл Чанг                                         | Джей Бергер                                        | 4–6, 6–3, 7–6(7–2)                                 |
| 1991 | Андрій Чесноков                                    | Петр Корда                                         | 3–6, 6–4, 6–3                                      |
| 1992 | Андре Агассі                                       | Іван Лендл                                         | 3–6, 6–2, 6–0                                      |
| 1993 | Мікаель Пернфорс                                   | Тодд Мартін                                        | 2–6, 6–2, 7–5                                      |
| 1994 | Андре Агассі (2)                                   | Джейсон Столтенберг                                | 6–4, 6–4                                           |
| 1995 | Андре Агассі (3)                                   | Піт Сампрас                                        | 3–6, 6–2, 6–3                                      |
| 1996 | Вейн Феррейра                                      | Тодд Вудбрідж                                      | 6–2, 6–4                                           |
| 1997 | Кріс Вудруффф                                      | Густаво Куертен                                    | 7–5, 4–6, 6–3                                      |
| 1998 | Патрік Рафтер                                      | Ріхард Крайчек                                     | 7–6(7–3), 6–4                                      |
| 1999 | Томас Юганссон                                     | Євген Кафельніков                                  | 1–6, 6–3, 6–3                                      |
| 2000 | Марат Сафін                                        | Гарел Леві                                         | 6–2, 6–3                                           |
| 2001 | Андрей Павел                                       | Патрік Рафтер                                      | 7–6(7–3), 2–6, 6–3                                 |
| 2002 | Гільєрмо Каньяс                                    | Енді Роддік                                        | 6–4, 7–5                                           |
| 2003 | Енді Роддік                                        | Давид Налбандян                                    | 6–1, 6–3                                           |
| 2004 | Роджер Федерер                                     | Енді Роддік                                        | 7–5, 6–3                                           |
| 2005 | Рафаель Надаль                                     | Андре Агассі                                       | 6–3, 4–6, 6–2                                      |
| 2006 | Роджер Федерер (2)                                 | Рішар Гаске                                        | 2–6, 6–3, 6–2                                      |
| 2007 | Новак Джокович                                     | Роджер Федерер                                     | 7–6(7–2), 2–6, 7–6(7–2)                            |
| 2008 | Рафаель Надаль (2)                                 | Ніколас Кіфер                                      | 6–3, 6–2                                           |
| 2009 | Енді Маррей                                        | Хуан Мартін дель Потро                             | 6–7(4–7), 7–6(7–3), 6–1                            |
| 2010 | Енді Маррей (2)                                    | Роджер Федерер                                     | 7–5, 7–5                                           |
| 2011 | Новак Джокович (2)                                 | Марді Фіш                                          | 6–2, 3–6, 6–4                                      |
| 2012 | Новак Джокович (3)                                 | Рішар Гаске                                        | 6–3, 6–2                                           |
| 2013 | Рафаель Надаль (3)                                 | Мілош Раонич                                       | 6–2, 6–2                                           |
| 2014 | Жо-Вілфрід Тсонга                                  | Роджер Федерер                                     | 7–5, 7–6(7–3)                                      |
| 2015 | Енді Маррей (3)                                    | Новак Джокович                                     | 6–4, 4–6, 6–3                                      |
| 2016 | Новак Джокович (4)                                 | Нішікорі Кеі                                       | 6–3, 7–5                                           |
| 2017 | Саша Зверєв                                        | Роджер Федерер                                     | 6–3, 6–4                                           |
| 2018 | Рафаель Надаль (4)                                 | Стефанос Ціціпас                                   | 6–2, 7–6(7–4)                                      |
| 2019 | Рафаель Надаль (5)                                 | Данило Медвєдєв                                    | 6–3, 6–0                                           |
| 2020 | Не відбувся через пандемію коронавірусної хвороби) | Не відбувся через пандемію коронавірусної хвороби) | Не відбувся через пандемію коронавірусної хвороби) |
| 2021 | Данило Медведєв                                    | Рейллі Опелка                                      | 6–4, 6–3                                           |
| 2022 | Пабло Карреньо Буста                               | Губерт Гуркач                                      | 3–6, 6–3, 6–3                                      |
| 2023 | Яннік Сіннер                                       | Алекс де Мінор                                     | 6–4, 6–1                                           |
| 2024 | Олексій Попирин                                    | Андрій Рубльов                                     | 6–2, 6–4                                           |

### Жінки. Одиночний розряд
| Рік  | Чемпіонка                                          | Фіналістка                                         | Рахунок                                            |
| ---- | -------------------------------------------------- | -------------------------------------------------- | -------------------------------------------------- |
| 1892 | Мод Делано-Осборн                                  | місіс Сідні Сміт                                   | 9–7, 7–9, 6–2, 8–6                                 |
| 1893 | Мод Делано-Осборн (2)                              | місіс Сідні Сміт                                   | 6–8, 6–2, 6–2                                      |
| 1894 | Мод Делано-Осборн (3)                              |                                                    | 3–6, 6–2, 6–1                                      |
| 1895 | місіс Сідні Сміт                                   | Мод Делано-Осборн                                  | 3–6, 6–1, 6–3                                      |
| 1896 | Джульєтт Аткінсон                                  | місіс Сідні Сміт                                   | 6–1, 6–2                                           |
| 1897 | Джульєтт Аткінсон (2)                              |                                                    | 6–3, 6–1                                           |
| 1898 | Джульєтт Аткінсон (3)                              | Юстас Сміт                                         | 6–4, 6–1                                           |
| 1899 | Вайолет Саммергейз                                 |                                                    | 6–2, 9–11, 6–3                                     |
| 1900 | Вайолет Саммергейз (2)                             | місіс Бергесс                                      | 6–8, 6–4, 6–0, 6–4                                 |
| 1901 | Вайолет Саммергейз (3)                             | місіс Бергесс                                      | 6–3, 2–6, 6–0, 0–6, 9–7                            |
| 1902 | Miss Hague                                         | Вайолет Саммергейз                                 | 6–0, 6–1                                           |
| 1903 | Вайолет Саммергейз (4)                             | місіс Бергесс                                      | 1–6, 6–4, 6–2                                      |
| 1904 | Вайолет Саммергейз (5)                             |                                                    |                                                    |
| 1905 | не проводився                                      | не проводився                                      | не проводився                                      |
| 1906 | Лоїс Моєс Бікл                                     | Вайолет Саммергейз                                 | 6–3, 6–3                                           |
| 1907 | Лоїс Моєс Бікл (2)                                 | Miss Hague                                         | 3–6, 6–4, 6–3                                      |
| 1908 | Лоїс Моєс Бікл (3)                                 | Evelyn Clay                                        | 6–2, 6–1                                           |
| 1909 | Мей Саттон                                         | Edith Boucher Hannam                               | 6–3, 6–3                                           |
| 1910 | Лоїс Моєс Бікл (4)                                 | Реа Ферберн                                        | 6–4, 6–0                                           |
| 1911 | Флоренс Саттон                                     |                                                    |                                                    |
| 1912 | міс Берч                                           | Miss Beckett                                       | 3–6, 6–3, 7–5                                      |
| 1913 | Лоїс Моєс Бікл (5)                                 | Флоренс Бест                                       | 6–4, 6–4                                           |
| 1914 | Лоїс Моєс Бікл (6)                                 | Флоренс Бест                                       | 6–4, 6–1                                           |
| 1915 | не проводився через Першу світову війну            | не проводився через Першу світову війну            | не проводився через Першу світову війну            |
| 1916 | не проводився через Першу світову війну            | не проводився через Першу світову війну            | не проводився через Першу світову війну            |
| 1917 | не проводився через Першу світову війну            | не проводився через Першу світову війну            | не проводився через Першу світову війну            |
| 1918 | не проводився через Першу світову війну            | не проводився через Першу світову війну            | не проводився через Першу світову війну            |
| 1919 | Меріон Зіндерштейн                                 | Лоїс Моєс Бікл                                     | 8–6, 6–4                                           |
| 1920 | Лоїс Моєс Бікл (7)                                 | Флоренс Бест                                       |                                                    |
| 1921 | Лоїс Моєс Бікл (8)                                 | Маргарет Грув                                      | 6–3, 6–3                                           |
| 1922 | Лоїс Моєс Бікл (9)                                 | Гледіс Гатчингс                                    | 6–4, 6–1                                           |
| 1923 | Флоренс Бест                                       | М. Брукс                                           | 6–3, 6–3                                           |
| 1924 | Лоїс Моєс Бікл (10)                                | Марджорі Лімінг                                    | 4–6, 6–3, 6–4                                      |
| 1925 | Марджорі Лімінг                                    | Mrs H. F. Wright                                   | 7–5, 6–4                                           |
| 1926 | Марджорі Лімінг (2)                                | Марджорі Ґладман                                   | 6–2, 6–0                                           |
| 1927 | Caroline Swartz                                    | Едіт Кросс                                         | 6–3, 4–6, 7–5                                      |
| 1928 | Марджорі Ґладман                                   | Mary Greef                                         | 5–7, 6–1, 6–1                                      |
| 1929 | Olive Wade                                         | Рут Ріс                                            | 6–0, 1–6, 6–1                                      |
| 1930 | Olive Wade (2)                                     | Марджорі Лімінг                                    | 6–4, 2–6, 6–4                                      |
| 1931 | Едіт Кросс                                         | Марджорі Лімінг                                    | 6–2, 6–2                                           |
| 1932 | Olive Wade (3)                                     | Марджорі Лімінг                                    | 4–6, 6–4, 6–1                                      |
| 1933 | Ґрейсін Вілер Келлегер                             | Mary Campbell                                      | 4–6, 6–1, 6–3                                      |
| 1934 | Caroline Deacon                                    | Eleanor Young                                      | 7–5, 6–3                                           |
| 1935 | Марґарет Осборн-Дюпон                              | Gussie Raegener                                    | 6–4, 6–2                                           |
| 1936 | Esther Bartosh                                     | Jean Milne                                         | 6–1, 3–6, 6–1                                      |
| 1937 | Евелін Дірман                                      | Мері Гардвік                                       | walkover                                           |
| 1938 | Rene Bolte                                         | Ruth Porter                                        | 6–4, 6–4                                           |
| 1939 | Elizabeth Blackman                                 | Rene Bolte                                         | 7–5, 7–5                                           |
| 1940 | Eleanor Young                                      | Jean Milne                                         | 7–5, 7–5                                           |
| 1941 | не проводився через Другу світову війну            | не проводився через Другу світову війну            | не проводився через Другу світову війну            |
| 1942 | не проводився через Другу світову війну            | не проводився через Другу світову війну            | не проводився через Другу світову війну            |
| 1943 | не проводився через Другу світову війну            | не проводився через Другу світову війну            | не проводився через Другу світову війну            |
| 1944 | не проводився через Другу світову війну            | не проводився через Другу світову війну            | не проводився через Другу світову війну            |
| 1945 | не проводився через Другу світову війну            | не проводився через Другу світову війну            | не проводився через Другу світову війну            |
| 1946 | Baba Lewis                                         | Noreen Haney                                       | 6–1, 6–3                                           |
| 1947 | Ґрейсін Вілер Келлегер (2)                         | Eleanor Young                                      | 6–0, 3–6, 6–0                                      |
| 1948 | Patricia Macken                                    | Elaine Fildes                                      | 2–6, 8–6, 6–2                                      |
| 1949 | Baba Lewis (2)                                     | Patricia Macken                                    | 6–0, 6–1                                           |
| 1950 | Doris Popple                                       | Barbara Knapp                                      | 8–6, 6–8, 7–5                                      |
| 1951 | Lucille Davidson                                   | Pat Lowe                                           | 8–6, 6–1                                           |
| 1952 | Melita Ramirez                                     | Lucille Davidson                                   | 6–4, 6–3                                           |
| 1953 | Melita Ramirez (2)                                 | Телма Койн-Лонґ                                    | 6–1, 6–3                                           |
| 1954 | Керол Феґероус                                     | Ethel Norton                                       | 3–6, 7–5, 6–4                                      |
| 1955 | Hanna Kozeluhova Sladek                            | Connie Bowan                                       | 8–6, 6–0                                           |
| 1956 | Jean Laird                                         | Linda Vail                                         | 4–6, 7–5, 8–6                                      |
| 1957 | Louise Brown                                       | Singeline Boeck                                    | 6–4, 6–3                                           |
| 1958 | Eleanor Dodge                                      | Barbara Browning                                   | 6–3, 6–4                                           |
| 1959 | Mary Martin                                        | Marta Hernández                                    | 6–1, 6–2                                           |
| 1960 | Донна Флойд                                        | Ann Barclay                                        | 7–5, 6–2                                           |
| 1961 | Енн Гейдон-Джонс                                   | Ann Barclay                                        | 6–4, 6–0                                           |
| 1962 | Ann Barclay                                        | Louise Brown                                       | 6–3, 6–4                                           |
| 1963 | Ann Barclay (2)                                    | Louise Brown                                       | 6–0, 6–1                                           |
| 1964 | Benita Senn                                        | Louise Brown                                       | 6–4, 6–4                                           |
| 1965 | Джулі Гелдман                                      | Faye Urban                                         | 6–3, 8–6                                           |
| 1966 | Ріта Бентлі                                        | Susan Butt                                         | 6–3, 6–3                                           |
| 1967 | Кетлін Гартер                                      | Ріта Бентлі                                        | 6–1, 5–7, 7–5                                      |
| 1968 | Джейн Бартковіч                                    | Faye Urban                                         | 6–3, 6–3                                           |
| 1969 | Faye Urban                                         | Вікі Бернер                                        | 6–2, 6–0                                           |
| 1970 | Маргарет Сміт Корт                                 | Розмарі Касалс                                     | 6–8, 6–4, 6–4                                      |
| 1971 | Франсуаз Дюрр                                      | Івонн Гулагонг Коулі                               | 6–4, 6–2                                           |
| 1972 | Івонн Гулагонг Коулі                               | Вірджинія Вейд                                     | 6–3, 6–1                                           |
| 1973 | Івонн Гулагонг Коулі(2)                            | Гельга Ніссен Мастгофф                             | 7–6, 6–4                                           |
| 1974 | Кріс Еверт                                         | Джулі Гелдман                                      | 6–0, 6–3                                           |
| 1975 | Марсі Луї                                          | Лаура Дюпонт                                       | 6–1, 4–6, 6–4                                      |
| 1976 | Міма Яушовець                                      | Леслі Гант                                         | 6–2, 6–0                                           |
| 1977 | Регіна Маршикова                                   | Маріс Крюгер                                       | 6–4, 4–6, 6–2                                      |
| 1978 | Регіна Маршикова (2)                               | Віргінія Рузічі                                    | 7–5, 6–7, 6–2                                      |
| 1979 | Лаура Дюпонт                                       | Брігітт Куйперс                                    | 6–4, 6–7, 6–1                                      |
| 1980 | Кріс Еверт (2)                                     | Вірджинія Рузічі                                   | 6–3, 6–1                                           |
| 1981 | Трейсі Остін                                       | Кріс Еверт                                         | 6–1, 6–4                                           |
| 1982 | Мартіна Навратілова                                | Андрея Єйгер                                       | 6–3, 7–5                                           |
| 1983 | Мартіна Навратілова (2)                            | Кріс Еверт                                         | 6–4, 4–6, 6–1                                      |
| 1984 | Кріс Еверт (3)                                     | Алісія Молтон                                      | 6–2, 7–6                                           |
| 1985 | Кріс Еверт (4)                                     | Клаудія Коде-Кільш                                 | 6–2, 6–4                                           |
| 1986 | Гелена Сукова                                      | Пем Шрайвер                                        | 6–2, 7–5                                           |
| 1987 | Пем Шрайвер                                        | Зіна Гаррісон                                      | 6–4, 6–1                                           |
| 1988 | Габріела Сабатіні                                  | Наташа Звєрєва                                     | 6–1, 6–2                                           |
| 1989 | Мартіна Навратілова (3)                            | Аранча Санчес Вікаріо                              | 6–2, 6–2                                           |
| 1990 | Штеффі Граф                                        | Катеріна Малєєва                                   | -                                                  |
| 1991 | Дженніфер Капріаті                                 | Катеріна Малєєва                                   | 6–2, 6–3                                           |
| 1992 | Аранча Санчес Вікаріо                              | Моніка Селеш                                       | 6–3, 4–6, 6–4                                      |
| 1993 | Штеффі Граф (2)                                    | Дженніфер Капріаті                                 | 6–1, 0–6, 6–3                                      |
| 1994 | Аранча Санчес Вікаріо (2)                          | Штеффі Граф                                        | 7–5, 1–6, 7–6                                      |
| 1995 | Моніка Селеш                                       | Аманда Кетцер                                      | 6–0, 6–1                                           |
| 1996 | Моніка Селеш (2)                                   | Аранча Санчес Вікаріо                              | 6–1, 7–6                                           |
| 1997 | Моніка Селеш (3)                                   | Анке Губер                                         | 6–2, 6–4                                           |
| 1998 | Моніка Селеш (4)                                   | Аранча Санчес Вікаріо                              | 6–3, 6–2                                           |
| 1999 | Мартіна Хінгіс                                     | Моніка Селеш                                       | 6–4, 6–4                                           |
| 2000 | Мартіна Хінгіс (2)                                 | Серена Вільямс                                     | 0–6, 6–3, 3–0, припинила гру                       |
| 2001 | Серена Вільямс                                     | Дженніфер Капріаті                                 | 6–1, 6–7, 6–3                                      |
| 2002 | Амелі Моресмо                                      | Дженніфер Капріаті                                 | 6–4, 6–1                                           |
| 2003 | Жустін Енен                                        | Ліна Красноруцька                                  | 6–1, 6–0                                           |
| 2004 | Амелі Моресмо (2)                                  | Олена Лиховцева                                    | 6–1, 6–0                                           |
| 2005 | Кім Клейстерс                                      | Жустін Енен                                        | 7–5, 6–1                                           |
| 2006 | Ана Іванович                                       | Мартіна Хінгіс                                     | 6–2, 6–3                                           |
| 2007 | Жустін Енен (2)                                    | Єлена Янкович                                      | 7–6(7–3), 7–5                                      |
| 2008 | Дінара Сафіна                                      | Домініка Цибулькова                                | 6–2, 6–1                                           |
| 2009 | Олена Дементьєва                                   | Марія Шарапова                                     | 6–4, 6–3                                           |
| 2010 | Каролін Возняцкі                                   | Віра Звонарьова                                    | 6–3, 6–2                                           |
| 2011 | Серена Вільямс (2)                                 | Саманта Стосур                                     | 6–4, 6–2                                           |
| 2012 | Петра Квітова                                      | Лі На                                              | 7–5, 2–6, 6–3                                      |
| 2013 | Серена Вільямс (3)                                 | Сорана Кирстя                                      | 6–2, 6–0                                           |
| 2014 | Агнешка Радванська                                 | Вінус Вільямс                                      | 6–4, 6–2                                           |
| 2015 | Белінда Бенчич                                     | Симона Халеп                                       | 7–6(7–5), 6–7(4–7), 3–0, припинила гру             |
| 2016 | Симона Халеп                                       | Медісон Кіз                                        | 7–6(7–2), 6–3                                      |
| 2017 | Еліна Світоліна                                    | Каролін Возняцкі                                   | 6-4, 6-0                                           |
| 2018 | Симона Халеп (2)                                   | Слоун Стівенс                                      | 7–6(8–6), 3–6, 6–4                                 |
| 2019 | Б'янка Андреєску                                   | Серена Вільямс                                     | 3–1, припинила гру                                 |
| 2020 | Не відбувся через пандемію коронавірусної хвороби) | Не відбувся через пандемію коронавірусної хвороби) | Не відбувся через пандемію коронавірусної хвороби) |
| 2021 | Каміла Джорджі                                     | Кароліна Плішкова                                  | 6–3, 7–5                                           |
| 2022 | Сімона Халеп (3)                                   | Беатріс Аддад Мая                                  | 6–3, 2–6, 6–3                                      |
| 2023 | Джессіка Пегула                                    | Людмила Самсонова                                  | 6–1, 6–0                                           |
| 2024 | Джессіка Пегула                                    | Аманда Анісімова                                   | 6–3, 2–6, 6–1                                      |
| 2025 | Вікторія Мбоко                                     | Наомі Осака                                        | 2–5, 6–4, 6–1                                      |

### Чоловіки. Парний розряд
| Рік  | Чемпіони                                           | Фіналісти                                          | Рахунок                                            |
| ---- | -------------------------------------------------- | -------------------------------------------------- | -------------------------------------------------- |
| 1924 | Samuel Hardy Джордж Лот                            | Вільяр Крокер David R. Morrice                     | 6–?, 6–2, 6–4                                      |
| 1925 | Вільяр Крокер Jack Wright                          | Wallace Scott Leon Turenne                         | 6–2, 6–2, 0–6, 6–2                                 |
| 1926 | Leon de Turenne John Proctor                       | Howard Langlie Armand Quilman                      | 6–1, 6–3, 6–1                                      |
| 1927 | Bradshaw Harrison Sherman Lockwood                 | Stanley Almquist John Risso                        | 4–6, 6–1, 6–4, 6–2                                 |
| 1928 | Вілмер Еллісон Джон Ван Рин                        | Вільяр Крокер Marcel Rainville                     | 6–1, 6–3, 6–1                                      |
| 1929 | Вільяр Крокер Jack Wright                          | Френк Шилдс Donald Strachan                        | 6–3, 6–4, 6–0                                      |
| 1930 | J. Gilbert Hall Frederic Mercur                    | Walter Martin Gilbert Nunns                        | 11–9, 6–2, 6–4                                     |
| 1931 | Marcel Rainville Jack Wright                       | Генрі Прусофф Laurason Driscoll                    | 7–5, 9–7, 7–5                                      |
| 1932 | Джордж Лот Marcel Rainville                        | Walter Martin Gilbert Nunns                        | 7–5, 6–4, 4–6, 6–1                                 |
| 1933 | Martin Kenneally John Murio                        | Mel Draga Вейн Сейбін                              | 6–8, 6–4, 8–10, 4–6, 6–3                           |
| 1934 | Phil Castlen Harold Surface                        | Donald Leahong Harry Dayes                         | 9–11, 6–4, 6–4, 6–2                                |
| 1935 | Worth Oswald Charles Weesner                       | Рей Кейсі John Law                                 | 10–9, 6–2, 10–12, 7–9, 9–7                         |
| 1936 | Charles Church Jack Tidball                        | Verne Hughes Bob Hippenstiel                       | 4–6, 4–6, 6–1, 14–12, 6–4                          |
| 1937 | David M. Jones Walter Martin                       | Bobby Murray Laird Watt                            | 8–6, 9–7, 1–6, 6–2                                 |
| 1938 | Вілмер Еллісон Френк Паркер                        | Bobby Murray Laird Watt                            | 6–0, 6–4, 6–8, 6–3                                 |
| 1939 | Френк Фролінг P. Morey Lewis                       | Bill Pedlar Philip Pearson                         | 6–4, 2–6, 6–4, 6–2                                 |
| 1940 | Philip Pearson Ross Wilson                         | Дон Макдермід Lewis Duff                           | 11–9, 6–3, 6–3                                     |
| 1941 | не проводився через Другуу світову війну           | не проводився через Другуу світову війну           | не проводився через Другуу світову війну           |
| 1942 | не проводився через Другуу світову війну           | не проводився через Другуу світову війну           | не проводився через Другуу світову війну           |
| 1943 | не проводився через Другуу світову війну           | не проводився через Другуу світову війну           | не проводився через Другуу світову війну           |
| 1944 | не проводився через Другуу світову війну           | не проводився через Другуу світову війну           | не проводився через Другуу світову війну           |
| 1945 | не проводився через Другуу світову війну           | не проводився через Другуу світову війну           | не проводився через Другуу світову війну           |
| 1946 | Brendan Macken Jim Macken                          | Edgar Murphy P. Morley Lewis                       | 3–6, 6–1, 6–4, 7–5                                 |
| 1947 | Джиммі Еверт Jerry Evert                           | Harry Roche James Livingstone                      | 6–2, 6–3, 9–7                                      |
| 1948 | Edgar Lanthier Gordon McNeil                       | Tony Vincent Severre Lie                           | 6–2, 4–6, 3–6, 6–4, 6–4                            |
| 1949 | Edgar Lanthier Gordon McNeil                       | Walter Stohlberg Maine Stohlberg                   |                                                    |
| 1950 | Робер Абдесселам Jean Ducos                        | George Robinson Henry Rochon                       | 6–3, 6–3, 6–3                                      |
| 1951 | Brendan Macken Лорн Мейн                           | Tony Vincent Сеймур Ґрінберґ                       | 6–0, 6–4, 6–1                                      |
| 1952 | Курт Нільсен Дік Севітт                            | Арт Ларсен Ноел Браун                              | 6–3, 6–2, 6–3                                      |
| 1953 | Рекс Гартвіг Мервін Роуз                           | Джордж Вортінгтон Tony Vincent                     | 7–5, 3–6, 6–3, 6–2                                 |
| 1954 | Луїс Аяла Лорн Мейн                                |                                                    |                                                    |
| 1955 | Robert Bédard Donald Fontana                       | Monterealer Larry Barclay Пол Віллі                | 6–4, 8–6, 6–4                                      |
| 1956 | Earl Baumgardner Ноел Браун                        |                                                    |                                                    |
| 1957 | Robert Bédard Donald Fontana                       | Армандо Віейра Carlos Fernandez                    | 14–10, 6–3, 12–10                                  |
| 1958 | Роберт Гау Вітні Рід                               | Robert Bédard Donald Fontana                       | 9–7, 7–5, 6–4                                      |
| 1959 | Robert Bédard Donald Fontana                       | Orlando Garrido Едуардо Сулета                     | 6–3, 1–6, 6–3, 2–6, 6–1                            |
| 1960 | Ладіслав Легенштайн Пітер Шоль                     | Воррен Вудкок Вітні Рід                            | 6–4, 6–3, 6–4                                      |
| 1961 | Вітні Рід Майк Сенгстер                            |                                                    |                                                    |
| 1962 | William Hoogs Jim McManus                          | Родні Манделстам Don Russell                       | 6–1, 3–6, 10–8, 6–2                                |
| 1963 | Марсело Лара Хоакін Лойо Майо                      | Кейт Карпентер Tom Brown                           | 4–6, 7–5, 3–6, 7–5, 10–8                           |
| 1964 | Род Емерсон Фред Столл                             | Тоні Рош Джон Ньюкомб                              | 3–6, 6–2, 6–2, 6–1                                 |
| 1965 | Роналд Голмберг Lester Sack                        | Robert Bédard Donald Fontana                       | 6–2, 3–6, 1–6, 6–3                                 |
| 1966 | Кейт Карпентер Michael Carpenter                   | Роберт Поттгаст Аллан Стоун                        | 11–9, 4–6, 6–4, 16–14                              |
| 1967 | Род Емерсон Мануель Сантана                        | Торбен Ульріх Джайдіп Мукерджа                     | 4–6, 6–2, 6–3                                      |
| 1968 | Гаррі Фокваєр John Sharpe                          | Марсело Лара Jasjit Singh                          | 6–1, 6–3, 4–6, 6–3                                 |
| 1969 | Роналд Голмберг Джон Ньюкомб                       | Батч Бухголц Реймонд Мур                           | 6–3, 6–4                                           |
| 1970 | Білл Боурі Марті Ріссен                            | Кліфф Дрісдейл Фред Столл                          | 6–3, 6–2                                           |
| 1971 | Том Оккер Марті Ріссен                             | Артур Еш Денніс Релстон                            | 6–3, 3–6, 6–1                                      |
| 1972 | Іліє Настасе Йон Ціріак                            | Ян Кодеш Ян Кукал                                  | 7–6, 6–3                                           |
| 1973 | Род Лейвер Кен Роузволл                            | Овен Девідсон Джон Ньюкомб                         | 7–5, 7–6                                           |
| 1974 | Мануель Орантес Гільєрмо Вілас                     | Юрген Фассбендер Ганс-Юрген Поманн                 | 6–4, 5–7, 7–6                                      |
| 1975 | Кліфф Дрісдейл Реймонд Мур                         | Ян Кодеш Іліє Настасе                              | 6–3, 6–2                                           |
| 1976 | Боб Г'юїтт Рауль Рамірес                           | Хуан Гісберт Мануель Орантес                       | 6–2, 6–1                                           |
| 1977 | Боб Г'юїтт Рауль Рамірес                           | Фред Макнеер Шервуд Стюарт                         | 6–4, 3–6, 6–2                                      |
| 1978 | Войцех Фібак Марті Ріссен                          | Колін Даудесвелл Гейнц Гюнтгардт                   | 6–3, 7–6                                           |
| 1979 | Пітер Флемінг Джон Макінрой                        | Гейнц Гюнтгардт Боб Г'юїтт                         | 6–7, 7–6, 6–1                                      |
| 1980 | Брюс Менсон Браян Тічер                            | Гейнц Гюнтгардт Сенді Меєр                         | 6–3, 3–6, 6–4                                      |
| 1981 | Рауль Рамірес Ферді Тейган                         | Пітер Флемінг Джон Макінрой                        | 2–6, 7–6, 6–4                                      |
| 1982 | Стів Дентон Марк Едмондсон                         | Пітер Флемінг Джон Макінрой                        | 6–7, 7–5, 6–2                                      |
| 1983 | Сенді Меєр Ферді Тейган                            | Тім Галліксон Том Галліксон                        | 6–3, 6–4                                           |
| 1984 | Пітер Флемінг Джон Макінрой                        | Джон Фіцджеральд Кім Ворвік                        | 6–4, 6–2                                           |
| 1985 | Кен Флек Роберт Сегусо                             | Стефан Едберг Андерс Яррід                         | 5–7, 7–6, 6–3                                      |
| 1986 | Чіп Гупер Майк Ліч                                 | Борис Бекер Слободан Живоїнович                    | 6–7, 6–3, 6–3                                      |
| 1987 | Пет Кеш Стефан Едберг                              | Пітер Дуан Лорі Вордер                             | 6–7, 6–3, 6–4                                      |
| 1988 | Кен Флек Роберт Сегусо                             | Ендрю Кастл Тім Галліксон                          | 7–6(7–3), 6–3                                      |
| 1989 | Келлі Евернден Тодд Вітскен                        | Чарлз Бекмен Шелбі Кеннон                          | 6–3, 6–3                                           |
| 1990 | Пол Еннекон Девід Вітон                            | Бродерік Дайк Петер Лундгрен                       | 6–1, 7–6                                           |
| 1991 | Патрік Гелбрайт Тодд Вітскен                       | Грант Коннелл Гленн Мічібата                       | 6–4, 3–6, 6–1                                      |
| 1992 | Патрік Гелбрайт Дані Віссер                        | Андре Агассі Джон Макінрой                         | 6–4, 6–4                                           |
| 1993 | Джим Кур'є Марк Ноулз                              | Гленн Мічібата Девід Піт                           | 6–4, 7–6                                           |
| 1994 | Байрон Блек Джонатан Старк                         | Патрік Макінрой Джаред Палмер                      | 6–4, 6–4                                           |
| 1995 | Євген Кафельніков Андрій Ольховський               | Браян Макфі Сендон Столл                           | 6–2, 6–2                                           |
| 1996 | Патрік Гелбрайт Паул Гаргейс                       | Марк Ноулз Деніел Нестор                           | 7–6, 6–3                                           |
| 1997 | Магеш Бгупаті Леандер Паес                         | Себастьян Ларо Алекс О'Браєн                       | 7–6, 6–3                                           |
| 1998 | Мартін Дамм Джим Гребб                             | Елліс Феррейра Рік Ліч                             | 6–7, 6–2, 7–6                                      |
| 1999 | Йонас Бйоркман Патрік Рафтер                       | Байрон Блек Вейн Феррейра                          | 7–6(7–5), 6–4                                      |
| 2000 | Себастьян Ларо Деніел Нестор                       | Джошуа Ігл Ендрю Флорент                           | 6–3, 7–6(7–3)                                      |
| 2001 | Їржі Новак Давид Рікл                              | Доналд Джонсон Джаред Палмер                       | 6–4, 3–6, 6–3                                      |
| 2002 | Боб Браян Майк Браян                               | Марк Ноулз Деніел Нестор                           | 4–6, 7–6(7–1), 6–3                                 |
| 2003 | Магеш Бгупаті Макс Мирний                          | Йонас Бйоркман Тодд Вудбрідж                       | 6–3, 7–6(7–4)                                      |
| 2004 | Магеш Бгупаті Леандер Паес                         | Йонас Бйоркман Макс Мирний                         | 6–4, 6–2                                           |
| 2005 | Вейн Блек Кевін Улльєтт                            | Джонатан Ерліх Енді Рам                            | 6–7(5–7), 6–3, 6–0                                 |
| 2006 | Боб Браян Майк Браян                               | Пол Генлі Кевін Улльєтт                            | 6–3, 7–5                                           |
| 2007 | Магеш Бгупаті Павел Візнер                         | Пол Генлі Кевін Улльєтт                            | 6–4, 6–4                                           |
| 2008 | Деніел Нестор Ненад Зімоньїч                       | Боб Браян Майк Браян                               | 6–2, 4–6, [10–6]                                   |
| 2009 | Магеш Бгупаті Марк Ноулз                           | Макс Мирний Енді Рам                               | 6–4, 6–3                                           |
| 2010 | Боб Браян Майк Браян                               | Жульєн Беннето Мікаель Льодра                      | 7–5, 6–3                                           |
|      | до 2010                                            |                                                    |                                                    |
| 2011 | Мікаель Льодра Ненад Зімоньїч                      | Боб Браян Майк Браян                               | 6–4, 6–7(5–7), [10–7]                              |
| 2012 | Боб Браян Майк Браян                               | Марсель Гранольєрс Марк Лопес                      | 6–1, 4–6, [12–10]                                  |
| 2013 | Александер Пея Бруно Суареш                        | Колін Флемінг Енді Маррей                          | 6–4, 7–6(7–4)                                      |
| 2014 | Александер Пея Бруно Суареш                        | Іван Додіг Марсело Мело                            | 6–4, 6–3                                           |
| 2015 | Боб Браян Майк Браян                               | Деніел Нестор Едуар Роже-Васслен                   | 7–6(7–5), 3–6, [10–6]                              |
| 2016 | Іван Додіг Марсело Мело                            | Джеймі Маррей Бруно Суареш                         | 6–4, 6–4                                           |
| 2017 | П'єр-Юг Ербер Ніколя Маю                           | Роган Бопанна Іван Додіг                           | 6–4, 3–6, [10–6]                                   |
| 2018 | Генрі Контінен Джон Пірс                           | Равен Класен Майкл Вінус                           | 6–2, 6–7(7–9), [10–6]                              |
| 2019 | Марсель Гранольєрс Орасіо Себальйос                | Робін Гасе Веслі Колгоф                            | 7–5, 7–5                                           |
| 2020 | Не відбувся через пандемію коронавірусної хвороби) | Не відбувся через пандемію коронавірусної хвороби) | Не відбувся через пандемію коронавірусної хвороби) |
| 2021 | Ражів Рам Джо Солсбері                             | Нікола Мектич Мате Павич                           | 6–3, 4–6, [10–3]                                   |
| 2022 | Веслі Колгоф Ніл Скупскі                           | Ден Еванс Джон Пірс (тенісист)                     | 6–2, 4–6, [10–6]                                   |
| 2023 | Марсело Аревало Жан-Жульєн Роєр                    | Ражів Рам Джо Солсбері                             | 6–3, 6–1                                           |
| 2024 | Марсель Гранольєрс Орасіо Себальйос                | Ражів Рам Джо Солсбері                             | 6–2, 7–6(7–4)                                      |

### Жінки. Парний розряд
| Рік  | Чемпіонки                                          | Фіналістки                                         | Рахунок                                            |
| ---- | -------------------------------------------------- | -------------------------------------------------- | -------------------------------------------------- |
| 1968 | Вікі Бернер Фей Юрбан                              | Джейн О'Гара Вів'єнн Стронг                        | 6–2, 6–3                                           |
| 1969 | Вікі Бернер (2) Фей Юрбан (2)                      | Джейн О'Гара Вів'єнн Стронг                        | 6–1, 6–1                                           |
| 1970 | Розмарі Касалс Маргарет Корт                       | Гелен Гурлей Патрісія Вокден                       | 6–0, 6–1                                           |
| 1971 | Розмарі Касалс (2) Франсуаз Дюрр                   | Івонн Гулагонг Леслі Тернер Баурі                  | 6–3, 6–2                                           |
| 1972 | Маргарет Корт (2) Івонн Гулагонг                   | Бренда Керк Патрісія Вокден                        | 3–6, 6–3, 7–5                                      |
| 1973 | Івонн Гулагонг (2) Пеггі Мішел                     | Хельга Ніссен Мастгофф Мартіна Навратілова         | 6–3, 6–2                                           |
| 1974 | Джулі Гелдмен Гель Шерріфф Шанфро                  | Кріс Еверт Джин Еверт                              | 6–3, 6–3                                           |
| 1975 | Джулі Ентоні Маргарет Корт (3)                     | Джоанн Расселл Джейн Стреттон                      | 6–2, 6–4                                           |
| 1976 | Дженет Ньюберрі Сінтія Дернер                      | Сью Баркер Пем Тігарден                            | 6–7, 6–3, 6–1                                      |
| 1977 | Деліна Босгофф Іліана Клосс                        | Розмарі Касалс Івонн Гулагонг Коулі                | 6–2, 6–3                                           |
| 1978 | Регіна Маршикова Пем Тігарден                      | Кріс О'Ніл Пола Сміт                               | 5–7, 6–4, 6–2                                      |
| 1979 | Лея Антонопліс Даян Еверс                          | Кріс О'Ніл Мімі Вікстед                            | 2–6, 6–1, 6–3                                      |
| 1980 | Андрея Єйгер Регіна Маршикова                      | Енн Кійомура Бетсі Нагелсен                        | 6–1, 6–3                                           |
| 1981 | Мартіна Навратілова Пем Шрайвер                    | Кенді Рейнольдс Енн Сміт                           | 7–6, 7–6                                           |
| 1982 | Мартіна Навратілова (2) Кенді Рейнольдс            | Барбара Поттер Шерон Волш                          | 6–4, 6–4                                           |
| 1983 | Енн Гоббс Андрея Єйгер (2)                         | Розалін Фербанк Кенді Рейнольдс                    | 6–4, 5–7, 7–5                                      |
| 1984 | Кеті Джордан Елізабет Сеєрс                        | Клаудія Коде-Кільш Гана Мандлікова                 | 6–1, 6–2                                           |
| 1985 | Джиджі Фернандес Мартіна Навратілова (3)           | Мерселла Мескер Паскаль Параді                     | 6–4, 6–0                                           |
| 1986 | Зіна Гаррісон Габріела Сабатіні                    | Пем Шрайвер Гелена Сукова                          | 7–6, 5–7, 6–4                                      |
| 1987 | Зіна Гаррісон (2) Лорі Макнейл                     | Клаудія Коде-Кільш Гелена Сукова                   | 6–1, 6–2                                           |
| 1988 | Яна Новотна Гелена Сукова                          | Зіна Гаррісон Пем Шрайвер                          | 7–6, 7–6                                           |
| 1989 | Джиджі Фернандес (2) Робін Вайт                    | Мартіна Навратілова Лариса Нейланд                 | 6–1, 7–5                                           |
| 1990 | Бетсі Нагелсен Габріела Сабатіні (2)               | Гелен Келесі Раффаелла Реггі                       | 3–6, 6–2, 6–2                                      |
| 1991 | Лариса Нейланд Наталія Зверєва                     | Клаудія Коде-Кільш Гелена Сукова                   | 1–6, 7–5, 6–2                                      |
| 1992 | Лорі Макнейл (2) Ренне Стаббс                      | Джиджі Фернандес Наталія Зверєва                   | 3–6, 7–5, 7–5                                      |
| 1993 | Лариса Нейланд Яна Новотна (2)                     | Аранча Санчес Вікаріо Гелена Сукова                | 6–1, 6–2                                           |
| 1994 | Мередіт Макграт Аранча Санчес Вікаріо              | Пем Шрайвер Елізабет Смайлі                        | 2–6, 6–2, 6–4                                      |
| 1995 | Габріела Сабатіні (3) Бренда Шульц-Маккарті        | Мартіна Хінгіс Іва Майолі                          | 4–6, 6–0, 6–3                                      |
| 1996 | Аранча Санчес Вікаріо (2) Лариса Нейланд (2)       | Мері Джо Фернандес Гелена Сукова                   | 7–6, 6–1                                           |
| 1997 | Яюк Басукі Каролін Віс                             | Ніколь Арендт Манон Боллеграф                      | 3–6, 7–5, 6–4                                      |
| 1998 | Мартіна Хінгіс Яна Новотна (3)                     | Яюк Басукі Каролін Віс                             | 6–3, 6–4                                           |
| 1999 | Яна Новотна (4) Марі П'єрс                         | Лариса Нейланд Аранча Санчес Вікаріо               | 6–3, 2–6, 6–3                                      |
| 2000 | Мартіна Хінгіс (2) Наталі Тозья                    | Жулі Алар-Декюжі Суґіяма Ай                        | 6–3, 3–6, 6–4                                      |
| 2001 | Кімберлі По-Моссерлі Ніколь Пратт                  | Тіна Крижан Катарина Среботнік                     | 6–3, 6–1                                           |
| 2002 | Вірхінія Руано Паскуаль Паола Суарес               | Фудзівара Ріка Суґіяма Ай                          | 6–4, 7–6(7–4)                                      |
| 2003 | Світлана Кузнецова Мартіна Навратілова (4)         | Марія Венто-Кабчі Анджелік Віджая                  | 3–6, 6–1, 6–1                                      |
| 2004 | Асагое Сінобу Суґіяма Ай                           | Лізел Горн Губер Тамарін Танасугарн                | 6–0, 6–3                                           |
| 2005 | Анна-Лена Гренефельд Мартіна Навратілова (5)       | Кончіта Мартінес Вірхінія Руано Паскуаль           | 5–7, 6–3, 6–4                                      |
| 2006 | Мартіна Навратілова (6) Надія Петрова              | Кара Блек Анна-Лена Гренефельд                     | 6–1, 6–2                                           |
| 2007 | Катарина Среботнік Суґіяма Ай (2)                  | Кара Блек Лізел Горн Губер                         | 6–4, 2–6, [10–5]                                   |
| 2008 | Кара Блек Лізел Горн Губер                         | Марія Кириленко Флавія Пеннетта                    | 6–1, 6–1                                           |
| 2009 | Нурія Льягостера Вівес Марія Хосе Мартінес Санчес  | Саманта Стосур Ренне Стаббс                        | 2–6, 7–5, [11–9]                                   |
| 2010 | Хісела Дулко Флавія Пеннетта                       | Квета Пешке Катарина Среботнік                     | 7–5, 3–6, [12–10]                                  |
| 2011 | Лізель Губер (2) Ліза Реймонд                      | Вікторія Азаренко Марія Кириленко                  | без гри                                            |
| 2012 | Клаудія Янс-Ігнацік Крістіна Младенович            | Надія Петрова Катарина Среботнік                   | 7–5, 2–6, [10–7]                                   |
| 2013 | Єлена Янкович Катарина Среботнік (2)               | Анна-Лена Гренефельд Квета Пешке                   | 5–7, 6–1, [10–6]                                   |
| 2014 | Сара Еррані Роберта Вінчі                          | Кара Блек Саня Мірза                               | 7–6(7–4), 6–3                                      |
| 2015 | Бетані Маттек-Сендс Луціє Шафарова                 | Каролін Гарсія Катарина Среботнік                  | 6–1, 6–2                                           |
| 2016 | Катерина Макарова Олена Весніна                    | Симона Халеп Моніка Нікулеску                      | 6–3, 7–6(7–5)                                      |
| 2017 | Катерина Макарова (2) Олена Весніна (2)            | Анна-Лена Гренефельд Квета Пешке                   | 6–0, 6–4                                           |
| 2018 | Ешлі Барті Демі Схюрс                              | Латіша Чжань Катерина Макарова                     | 4-6, 6-3, [10-8]                                   |
| 2019 | Барбора Крейчикова Катеріна Сінякова               | Анна-Лена Гренефельд Демі Схюрс                    | 7–5, 6–0                                           |
| 2020 | Не відбувся через пандемію коронавірусної хвороби) | Не відбувся через пандемію коронавірусної хвороби) | Не відбувся через пандемію коронавірусної хвороби) |
| 2021 | Габріела Дабровскі Луїза Стефані                   | Дарія Юрак Андрея Клепач                           | 6–3, 6–4                                           |
| 2022 | Корі Гофф Джессіка Пегула                          | Ніколь Меліхар Еллен Перес                         | 6–4, 6–7(5–7), [10–5]                              |
| 2023 | Аояма Сюко Ена Сібахара                            | Дезіре Кравчик Демі Схюрс                          | 6–4, 4–6, [13–11]                                  |
| 2024 | Каролін Доулгайд Дезіре Кравчик                    | Габріела Дабровскі Ерін Рутліфф                    | 7–6(7–2), 3–6, [10–7]                              |
| 2025 | Коко Гофф Маккартні Кесслер                        | Тейлор Таунсенд Чжан Шуай                          | 6–4, 1–6, [13–11]                                  |